# Benton City (Washington)
Pour les articles homonymes, voir Benton.
Benton City est une ville américaine située dans le comté de Benton, dans l'État de Washington. Selon le recensement de 2010, sa population est de 3 038 habitants.